# Cort Suprema de la República de Turquia
El Tribunal de Cassació, també anomenat Cort Suprema d'Apel·lacions de Turquia (en turc Yargıtay) que fou fundada en 1868, és el tribunal de darrera instància de cassació dels veredictes dictats per jujtats del penal i del civil a Turquia.

## Història
La institució del tribunal d'apel·lacions fou el Diwan-i Humayun en l'Imperi Otomà fins al segle xix. El primer tribunal modern d'apel·lacions (Divan- Ahkam- Adliye) que fou la primera forma de l'actual Yargıtay fou establert durant el regnat d'Abdülâziz el 6 de març de 1868. Hi ha punts de vista diferents sobre la data de fundació. Alguns juristes sostenen que el 6 de març 1868 és la data en què es funda quan el padixah anuncià la seva voluntat i altres mantenen que l'1 d'abril de 1868, quan s'aprovà l'estatut del tribunal, és la data de fundació. El seu primer president fou Ahmed Jevdet Paixà, el governador d'Alep. El tribunal suprem es componia de membres des de comunitats musulmanes i no-musulmanes en una proporció de dos terços i un terç respectivament. El nom "Divan- Ahkam- Adliye" es canvià el 18 de juny de 1879 a "Mahkeme-i Temyiz" (Tribunal d'apel·lacions) per un acte de fundació de tribinals.
Durant la Guerra d'Independència Turca, el "Mahkeme-i Temyiz" transferí els seus arxius de cas a un Comitè Provisional d'Apel·lacions (Muvakkat Temyiz Heyeti), que fou format el 7 de juny de 1920 a Sivas pel govern que reemplaçava el govern d'Istanbul amb la dissolució de l'Imperi Otomà. El 7 de juny de 1920 la Gran Assemblea Nacional de Turquia aprovava una llei que establia quatre sales per a casos d'apel·lació que es referien a justícia civil, criminal, religiosa i un per a peticions. El Tribunal de Cassació a Istanbul continuava existint. Quan Istanbul caigué sota el control del nou govern nacional, el 4 de novembre de 1922, el tribunal s'hi uní i transferí els arxius d'Istanbul a Sivas. El Comitè Provisional d'Apel·lacions passà de Sivas a Eskişehir en 14 de novembre de 1923 per un tema de millors possibilitats de transport. Alhora, el nom del comitè es convertia en Tribunal d'Apel·lacions (Temyiz Mahkemesi).
El 1935, el Tribunal Suprem d'Apel·lacions es mudà al seu nou edifici, a Ankara, que fou construït pel cèlebre arquitecte austríac Clemens Holzmeister. El 10 de gener de 1945, el nom del "Tribunal d'Apel·lacions" es convertia en "Tribunal de Cassació" (Yargıtay). L'últim acte (Llei 2797) atribuït al Tribunal de Cassació és del 4 de febrer de 1983.

## Administració
El Tribunal es divideix en 30 sales segons el seu camp especialitzat particular. Hi ha 20 sales d'afers civils i 10 sales d'afers penals. Fins al 2001 n'hi havia 21 de civils i 11 sales d'afers penals. Una sala té cinc membres, un dels quals exerceix les funcions de president de sala. Les decisions es prenen per majoria. Els membres del tribunal escullen, d'entre els seus membres, un que farà les funcions de President del Tribunal en el seu conjunt. Tots els presidents i els jutges membres de sales civils formen el l'Assemblea General Civil, i tots els presidents i els membres de jutges de sales penals constitueixen l'Assemblea General Penal (Yargıtay Ceza Genel Kurulu en turc). Les Assemblees Generals decideixen sobre casos en què el tribunal inferior no compleix la decisió de la sala, i persisteix en la seva pròpia decisió i en casos que el demandant principal hagi apel·lat Tribunal de Cassació. Hi ha 250 magistrats, 32 presidents de sala i 440 magistrats ponents (instructors), l'obligació dels quals és realitzar la preparació preliminar i explicar el sumari als magistrats membres d'aquest Tribunal i 144 fiscals que treballen en el Tribunal de Cassació. A les sales civils, el nombre mitjà de sumaris que hi arriben anualment és de 261,716 i la duració del maneig del sumari del cas oscil·la entre dos i tres mesos. A les sales penals, 139,025 sumaris hi arriben de mitjana anualment.

## Reformes
Segons consta en l'informe de la Comissió Europea del 2005: "La Llei que Estableix els Tribunals d'Apel·lació Intermedis va entrar en vigor l'1 de juny de 2005. L'establiment dels Tribunals d'Apel·lacions reduirà substancialment la càrrega de casos del Tribunal de Cassació i el permet concentrar-se en la seva funció de consell i d'assenyalar jursiprudència per als tribunals inferiors en punts legals d'importància pública general. La Llei estipula que els tribunals s'han d'establir dins dels dos anys següents a la seva entrada en vigor." L'informe de situació de la Comissió Europea a Turquia, amb data de 9 de novembre de 2010 manifestava: "Els tribunals territorials d'apel·lació encara no estan operatius. Per llei, haurien d'haver estat en funcionament abans de juny del 2007.".
Al seu informe de situació de país del 2009, Human Rights Watch assenyalava: "Les decisions del Tribunal de Cassació de Turquia han continuat desobeint la normativa internacional sobre drets humans la jurisprudència del Tribunal Europeu de Drets Humans i continua demostrant que la magistratura roman en un lloc de resistència institucionalitzada i contrari a la reforma." L'organització criticava una decisió precedent de març del 2008 decisió emesa per la Sala General Penal del Tribunal de Cassació, on es declarava que les manifestacions d'adhesió individual on el PKK havia cridat a una participació pública eren considerades com a delicte de "pertinença" al PKK pel fet de cometre un delicte en nom de l'organització." En un informe de 17 de juny del 2010 Amnistia Internacional va fer una crida perquè s'acabés amb el processament de nens sota la legislació antiterrorista. L'organització manifestava que "milers de nens a Turquia, alguns amb només dotze anys, han estat processats sota la legislació antiterrorista, només per a la seva presumpta participació en manifestacions considerades pel govern com de suport al terrorisme. Els processaments es basen sovint en proves insubstancials o declaracions dels nens obtingudes sota pressió. La legislació antiterrorista sota la qual els nens es processen és imprecisa i massa àmplia en la seva formulació i injusta en la seva aplicació per part de jutges i fiscals." El 19 de novembre del 2010, Amnistia Internacional es referia a canvis legals quant a judicis de menors: "El govern turc ha esmenat la llei per evitar el processament de manifestants infantils sota la legislació antiterrorista només quant a la seva presumpta participació en manifestacions. Basant-se en aquestes esmenes, tots els nens prèviament condemnats en virtut de la Llei Antiterrorista tindran les seves condemnes anul·lades i tots els nens portats a judici en virtut d'altres lleis seran jutjats en tribunals de menors el lloc de Tribunals Penals especials per a adults."
Aquests i altres crítiques conduïren a promoure reformes. l'1 de març de 2011 la Biblioteca Legal del Congrés afirmava: "El Parlament de Turquia ha aprovat el 9 de febrer del 2011 un controvertit projecte de llei de reforma judicial. Sota la Llei sobre l'Esmena de Certs Drets, el nivell més alt de la magistratura es reestructurarà. El Tribunal d'Apel·lacions (Tribunal de Cassació, Yargıtay, el tribunal més alt per a casos civils i criminals) veurà augmentat el nombre de les seves sales a 38, en comparació amb les 32 anteriors, i el Consell d'Estat (o Tribunal Suprem Administratiu, Danıştay, el tribunal administratiu més alt del país) tindrà 15 divisions en comptes de les actuals 13.
En signar l'aprovació del projecte de llei, el 14 de febrer, el president turc Abdullah Gül remarcava allò que no havia aprovat, "200.000 casos es podrien haver encarat amb l'estatut de limitacions."